# Oscar Dertycia
Oscar Alberto Dertycia (Córdoba, 3 maart 1965) is een voormalig profvoetballer uit Argentinië, die speelde als aanvaller. Hij beëindigde zijn actieve loopbaan in 2002 bij de Peruviaanse club Sport Coopsol.

## Interlandcarrière
Dertycia speelde in totaal negentien officiële interlands (twee goals) voor de nationale ploeg van Argentinië. Onder bondscoach Carlos Bilardo maakte hij hier op 2 augustus 1984 zijn debuut in de vriendschappelijke wedstrijd tegen Uruguay (0–0) in Buenos Aires. Hij viel in dat duel in voor Eduardo Saporiti.